# Живко Чинго
Живко Чинго (на македонска литературна норма: Живко Чинго) е писател от Социалистическа Република Македония.

## Биография
Чинго е роден на 13 август 1936 г. в охридското село Велгощи. Завършва Философския факултет на Скопския университет. Работи като гимназиален учител литература в Охрид, а по-късно в Скопие в „Студентски збор“, „Млад борец“, Радио-телевизия Скопие, в Центара за политически изследвания в Скопие и в Републиканския комитет за култура. Бил е директор на Македонския народен театър. Член е на Дружество на писателите на Македония от 1963 година.
Чинго умира на 11 август 1987 г. в Охрид.

## Творчество
Чинго започва да пише в края на петдесетте години на XX век. Още с първите си разкази, публикувани в периодичния печат, той привлича вниманието на литературната общественост.
- Пасквелия (разкази, 1961)
- Семейството Огулиновци (разкази, 1965)
- Нова Пасквелия (разкази, 1965)
- Сребрени снегови (роман за деца, 1966)
- Пожар (разкази, 1970)
- Големата вода (роман, 1971)
- Жед (сценарио, 1971)
- Поле (сценарио, 1971)
- Образов (драма, 1973)
- Дзидот, водата (драма, 1976)
- Влюбениот дух (раскази, 1976)
- Кенгурски скок (драма, 1979)
- Макавейските празници (драма, 1982)
- Накусо (разкази, 1984)
- Пчеларник (сценарио, 1988)
- Гроб за душата (разкази, 1989)
- Бабаджан (роман, 1989)
- Бунило (разкази, 1989)

## Награди
- Рациново признание
- „11 октомври“
- „1 май“
- Стерино позорие